# Макіно-Сіті (Мічиган)
Макіно-Сіті (англ. Mackinaw City) — селище (англ. village) в США, в округах Чебойган і Еммет штату Мічиган. Населення — 846 осіб (2020).

## Географія
Макіно-Сіті розташоване за координатами 45°47′2″ пн. ш. 84°45′19″ зх. д. / 45.78389° пн. ш. 84.75528° зх. д. (45.783813, -84.755389).  За даними Бюро перепису населення США в 2010 році селище мало площу 19,68 км², з яких 8,76 км² — суходіл та 10,92 км² — водойми.

### Клімат
| Клімат : Макіно-Сіті  | Клімат : Макіно-Сіті | Клімат : Макіно-Сіті | Клімат : Макіно-Сіті | Клімат : Макіно-Сіті | Клімат : Макіно-Сіті | Клімат : Макіно-Сіті | Клімат : Макіно-Сіті | Клімат : Макіно-Сіті | Клімат : Макіно-Сіті | Клімат : Макіно-Сіті | Клімат : Макіно-Сіті | Клімат : Макіно-Сіті | Клімат : Макіно-Сіті |
| Показник              | Січ.                 | Лют.                 | Бер.                 | Квіт.                | Трав.                | Черв.                | Лип.                 | Серп.                | Вер.                 | Жовт.                | Лист.                | Груд.                | Рік                  |
| Середній максимум, °C | −2,8                 | −0,6                 | 5,0                  | 12,8                 | 20,0                 | 25,0                 | 27,2                 | 26,1                 | 21,1                 | 14,4                 | 6,7                  | 0,0                  | 12,8                 |
| Середній мінімум, °C  | −15                  | −15                  | −9,4                 | −2,8                 | 3,3                  | 8,3                  | 11,1                 | 10,0                 | 5,6                  | 0,0                  | −4,4                 | −10,6                | −1,7                 |
| Норма опадів, мм      | 46                   | 33                   | 53                   | 58                   | 64                   | 84                   | 86                   | 97                   | 89                   | 61                   | 56                   | 48                   | 772                  |
| --------------------- | -------------------- | -------------------- | -------------------- | -------------------- | -------------------- | -------------------- | -------------------- | -------------------- | -------------------- | -------------------- | -------------------- | -------------------- | -------------------- |
| Джерело: Weatherbase  |                      |                      |                      |                      |                      |                      |                      |                      |                      |                      |                      |                      |                      |

## Демографія
Згідно з переписом 2010 року, у селищі мешкало 806 осіб у 413 домогосподарствах у складі 206 родин. Густота населення становила 41 особа/км².  Було 814 помешкання (41/км²).
Расовий склад населення:
| - 87,8 % — білих - 5,3 % — чорних або афроамериканців - 4,3 % — корінних американців |

До двох чи більше рас належало 2,4 %. Частка іспаномовних становила 2,4 % від усіх жителів.
За віковим діапазоном населення розподілялося таким чином: 16,5 % — особи молодші 18 років, 58,7 % — особи у віці 18—64 років, 24,8 % — особи у віці 65 років та старші. Медіана віку мешканця становила 49,5 року. На 100 осіб жіночої статі у селищі припадало 82,4 чоловіків;  на 100 жінок у віці від 18 років та старших — 79,5 чоловіків також старших 18 років.
Середній дохід на одне домашнє господарство  становив 45 255 доларів США (медіана — 31 989), а середній дохід на одну сім'ю — 59 108 доларів (медіана — 41 250). Медіана доходів становила 41 875 доларів для чоловіків та 28 750 доларів для жінок. За межею бідності перебувало 19,6 % осіб, у тому числі 44,9 % дітей у віці до 18 років та 8,9 % осіб у віці 65 років та старших.
Цивільне працевлаштоване населення становило 263 особи. Основні галузі зайнятості: мистецтво, розваги та відпочинок — 38,0 %, роздрібна торгівля — 12,9 %, публічна адміністрація — 11,8 %.